# Biogestión
BioGestión es un modelo de análisis sistémico vinculado con la Teoría de las Organizaciones, que relaciona la biología con la gestión de organizaciones, considera que las organizaciones, al ser conformadas por personas y éstas al ser organismos biológicos, lo que generan es un nuevo organismo, biológico también, que denominamos organización. El concepto es desarrollado por el ingeniero chileno Mauricio Rebolledo, siguiendo las líneas aportadas por Humberto Maturana, Francisco Varela, Fernando Flores y otros.

## Premisas del Modelo
La Biogestión plantea como premisa fundamental el que las organizaciones, al igual que los seres humanos, deben equilibrar permanentemente dos tipos de paradojas: entre mantener su identidad y adaptarse al ambiente, entre el futuro y rentabilizar la experiencia. Esta paradoja también puede expresarse como identidad-cambio y aprendizaje-cultura.
La diferencia con los modelos de administración más tradicionales, es que la biogestión, por sobre los enfoques o modelos mecanicístas, holístas o sistémicos, rescata la esencia de las organizaciones, como una "comunidad de seres vivos" con un objetivo primario común: preservar la comunidad. Por tanto, plantea que cualquier organización (ya tenga como fin el lucro o no), tendrá como objetivo primario, su propia preservación y que por lo tanto, para poder comprender los fenómenos organizacionales, es necesario comprender que ellos, en su esencia son fenómenos motivados por la búsqueda de la preservación de la organización.
Por tanto, para comprender el devenir de una organización es necesario comprender, que en forma implícita está el objetivo fundamental de preservar su propia existencia como organización, por sobre cualquier otro interés o fin último, incluso con la propia misión organizacional. Ya lo menciona en algunos de sus análisis el Teórico John Forbes Nash.

## Implicaciones del Modelo
Las implicaciones que el modelo de la BioGestión plantea para la gestión organizacional, consideran que muchos de los fenómenos de las organizaciones son de base biológica y por tanto, regidos por leyes también biológicas y ecológicas. Este concepto ha permitido el desarrollo de un conjunto de nuevas herramientas para la gestión empresarial y organizacional en general.
La Ecología de las Comunidades, provee de interesantes similitudes y coherencias con la BioGestión, además de dar una base común para la comprensión de fenómenos organizacionales para los cuales, la administración tradicional no provee de explicaciones suficientes.
Entender que cuando cualquier grupo humano se organiza, busca un objetivo común, en el trasfondo de sus decisiones se busca la preservación de la propia organización creada, es base para explicar muchos fenómenos organizacionales, para los cuales la administración tradicional o la gestión de recursos humanos, no provee de explicaciones suficientes.
Un elemento importante que permite reinterpretar el Modelo de Clusters Empresariales de Michael Porter, es entender que las cadenas de valor de las firmas, se despliegan en un territorio y el complejo entramado de relaciones cliente-proveedor, entre estas firmas, no puede ser analizado desde una lógica lineal de insumos-proceso-producto, sino que en la perspectiva de la Biogestión, esto debe ser analizado como un ecosistema, con relaciones no lineales, recursivas, cerradas y definitivamente biológicas. El gestionar, con las herramientas de la administración, un sistema biológico, con herramientas útiles para el administrador y el formulador de políticas públicas, es el desafío de este modelo en los próximos años.

## Validaciones del Modelo y Referencias
El Grupo de Investigación y Desarrollo en Gestión Grupo-Biogestion https://web.archive.org/web/20070626191113/http://www.biogestion.unal.edu.co/ de la Universidad Nacional de Colombia ha desarrollado aplicaciones de la biogestión con interesantes resultados prácticos.
El Grupo de Investigación y Desarrollo en Gestión, Productividad y Competitividad BioGestión ofrece soluciones que aportan valor agregado a partir de la generación y transferencia de conocimiento al sector productivo (público y privado), sirviendo como soporte en la formación de recurso humano y la ejecución de proyectos de implementación en gestión gerencial y tecnológica, tendientes a fortalecer la interacción entre la universidad, la industria, el Estado y la sociedad, a partir de su trabajo interdisciplinario, tomando elementos de diferentes facultades y áreas del conocimiento que permitan fortalecer la vinculación universidad – empresa – Estado - sociedad a través de la adecuada gestión de actividades científicas y tecnológicas, mediante un modelo de cooperación flexible. Una segunda línea de trabajo es la de generar conocimientos que permitan desarrollar y consolidar procesos de gestión tecnológica y organizacional adaptados a las especificidades del contexto en el que se aplique. Por otro lado, se busca divulgar el conocimiento generado a través de la investigación e interacción con el sector productivo, por medio de publicaciones tanto en el nivel nacional como internacional. Finalmente, el formar talento humano con capacidades y habilidades en gestión tecnológica y organizacional que puedan aplicar y replicar los procesos inherentes a esta. Dos líneas de trabajo importantes, son las de diseñar y formular proyectos académicos como una herramienta dirigida a los estudiantes de la Universidad para la transferencia de conocimiento generado mediante sus actividades de investigación e interacción con el sector productivo. Por último, el fomentar mecanismos que promuevan la presencia nacional de la Universidad, mediante el empleo de las diversas herramientas de gestión y servir de interlocutores en el diseño de políticas y estrategias en diferentes líneas de investigación y desarrollo tecnológico.
- Datos: Q5728830